# جوخه برادران
جوخه برادران (به انگلیسی: Band Of Brothers) یک مجموعهٔ تلویزیونی کوتاهی است که در ۱۰ قسمت تولید شده و در خصوص جنگ جهانی دوم می‌باشد. از تهیه‌کنندگان اصلی این سریال، تام هنکس و استیون اسپیلبرگ هستند که پیش‌تر در فیلم نجات سرباز رایان با هم همکاری داشتند.
مجموعه تلویزیونی دسته برادران برای اولین بار توسط شبکه اچ‌بی‌او در سال ۲۰۰۱ به نمایش درآمد و از آن پس شبکه‌های متعددی اقدام به بازپخش آن نمودند. داستان سریال نیز در خصوص گروهی از سربازان آمریکایی، از روزی که دوره‌های آموزشی خود را طی می‌کنند تا روز پیروزی در جنگ است.
این سریال در آی‌ام‌دی‌بی در بین نمایش‌های تلویزیونی مقام چهارم و در سریال‌ها مقام دوم را دارد.

## خلاصه داستان
گروه برادران روایتی دراماتیزه شده از " کمپانی ایزی " (مشهور به عقاب‌های غران) که بخشی از گردان دوم از هنگ پیاده‌نظام پانصد و ششم از لشکر یکصد و یکم نیروی هوابرد ارتش آمریکا، یکی از مشهورترین گروهان‌های نیروی زمینی ایالات متحده آمریکا است.
با شروع آموزش پرش در کمپ توکوا، جورجیا، گروهان پنجم را از طریق فرود هوایی آمریکا در نرماندی، عملیات باغ بازار، محاصره باستونی، تهاجم به آلمان، آزادسازی اردوگاه کار اجباری و تا پایان جنگ و تسلیم ژاپن اشاره دارد.
سرگرد ریچارد وینترز (۱۹۱۸–۲۰۱۱) شخصیت اصلی مجموعه است که برای انجام ماموریت‌های شرکت و حفظ افرادش در کنار هم کار می‌کند. در حالی که مجموعه دارای یک گروه بزرگ بازیگران است، هر قسمت به‌طور کلی بر روی یک شخصیت متمرکز است.
از آنجایی که سریال بر اساس رویدادهای تاریخی است، سرنوشت شخصیت‌ها منعکس کننده سرنوشت افرادی است که بر اساس آنها ساخته شده‌اند. بسیاری از آنها یا می‌میرند یا زخم‌های جدی می‌بینند که منجر به فرستادن آنها به خانه می‌شود. سایر سربازان پس از درمان در بیمارستان‌های صحرایی بهبود می‌یابند و دوباره به یگان‌های خود در خط مقدم می‌پیوندند. تجربیات آنها و موانع اخلاقی، ذهنی و فیزیکی که باید بر آنها غلبه کنند، در روایت داستان نقش اساسی دارند.

## قسمت ۱
در سال ۱۹۴۲، شرکت ایزی در کمپ توکوا، جورجیا، زیر نظر ستوان اول هربرت سوبل، یک انضباط سختگیرانه دارد و تمام تلاش خود را می‌کند تا ایرادهایی را از افرادش پیدا کند، آموزش می‌بیند. این شرکت در سپتامبر ۱۹۴۳ به انگلستان فرستاده شد و با پیشرفت آموزش، ضعف سوبل در رهبری میدانی آشکار شد. سوبل که اکنون یک کاپیتان است، یک دعوای هدفمند با ستوان ریچارد «دیک» وینترز آغاز می‌کند که منجر به درخواست وینترز برای محاکمه توسط دادگاه نظامی می‌شود. این عوامل باعث می‌شود که تمامی درجه داران تصمیم به استعفای دسته جمعی بگیرند. سرهنگ رابرت سینک، فرمانده هنگ، سوبل را به فرماندهی یک مدرسه چتربازی برای پرسنل ضروری غیر پیاده‌نظام منصوب می‌کند. با رهبری جدید، کمپانی ایزی برای عملیات اورلرد آماده می‌شود.

## قسمت ۲
در ۶ ژوئن ۱۹۴۴، کمپانی ایزی با چتر به سمت نرماندی فرود می‌آیند، اما پراکنده شده و مایل‌ها از مناطق تعیین شده خود دورتر می‌شوند. پس از بسیاری از دیدارهای بین راه، وینترز گروه کوچکی از مردان را رهبری می‌کند و آنها با موفقیت محل‌های توپخانه آلمانی را که در ساحل یوتا از برکورت مانور شلیک می‌کردند، نابود می‌کنند. وینترز که خود را یک رهبر رزمی توانا نشان می‌دهد، فرماندهی کمپانی ایزی را بر عهده می‌گیرد.

## قسمت ۳
کمپانی در نبرد کارنتان می‌جنگد و چندین نفر از افراد خود را از دست می‌دهد. شایعاتی مبنی بر اینکه «رونالد اسپیرز» گروهی از زندانیان آلمانی را کشته‌است به گوش می‌رسد. سرباز «آلبرت بلیت» توسط وینترز در جریان نبرد خونین گولچ به عملیات تشویق می‌شود. چند روز بعد، بلیت در حین گشت زنی توسط یک تک تیرانداز از ناحیه گردن مورد اصابت گلوله قرار گرفت و هرگز از زخم‌هایش بهبود نیافت و در سال ۱۹۴۸ درگذشت.

## قسمت ۴
افراد جایگزین به کمپانی ایزی می‌پیوندند و برای پذیرفته شدن توسط کهنه سربازانی که در نرماندی جنگیده‌اند مبارزه می‌کنند. وینترز به کاپیتان ارتقا می‌یابد. این شرکت به عنوان بخشی از عملیات باغ بازار به هلند می‌رود، جایی که آیندهوون را آزاد می‌کند. در طول نبرد در نوینن جایگزین‌ها خود را با کمپانی ادغام می‌کنند، اما مجبور به عقب‌نشینی می‌شوند. «دنور» زخمی می‌شود و از عقب‌نشینی جا می‌ماند، او مخفی شده ولی مجبور می‌شود با سرباز آلمانی درگیر شود و او را بکشد و در نهایت پس از یک روز خفا نجات پیدا می‌کند.

## قسمت ۵
وینترز باید گزارشی پس از عمل در مورد اقدامات کمپانی در طول یک ضد حمله آلمانی به منطقه برجسته نایمگن بنویسد. او از این واقعیت که در طول نبرد به یک سرباز نوجوان غیرمسلح وافن اس‌اس شلیک کرده ناراحت است. وینترز به گردان XO ارتقا یافت و فرماندهی کمپانی به «موس» داده شد. کمپانی ایزی قبل از مجروح شدن «هایلیگر» در عملیات پگاسوس شرکت می‌کند.

## قسمت ۶
کمپانی ایزی با شرایط سخت زمستانی در آردن روبرو می‌شود در حالی که به‌طور خطرناکی مهمات، غذا و تجهیزات پزشکی کم است. پزشک رزمی «یوجین» رو به سربازان همکار خود در هر جایی که می‌تواند کمک می‌کند و در عین حال به دنبال تجهیزات پزشکی می‌گردد. او با یک پرستار بلژیکی دوست می‌شود اما او در جریان یک بمب‌گذاری کشته می‌شود. کمپانی ایزی توسط ارتش آلمان محاصره شده‌است اما حاضر به تسلیم نیست.

## قسمت ۷
کمپانی ایزی در نزدیکی فوی، بلژیک، خط را نگه می‌دارد و تعداد زیادی از سربازان را از دست می‌دهد. وینترز و مردان نگران فرمانده جدید شرکت، ستوان یکم «نورمن دایک» هستند که اغلب بدون توضیح غایب است. گروهبان اول «کاروود لیپتون» تلاش می‌کند تا روحیه ایزی را بالا نگه دارد. ستوان «لین» با وحشت تماشا می‌کند که جو توی و ویلیام گارنر پاهای خود را در اثر گلوله‌باران از دست می‌دهند و او نیز از خط بیرون کشیده می‌شود. در طول حمله به فوی، «دایک» نمی‌تواند ایزی را رهبری کند و وینترز به «اسپیرز» دستور می‌دهد تا او را خلع و خود جای او را بگیرد. ایزی پیروز می‌شود و به کلیسایی پناه می‌برد که به آنجا لیپتون گفته می‌شود. در آنجا «اسپیرز» که به او عنوان ستوان دوم داده شده‌است رسماً به فرماندهی ایزی منصوب می‌شود.

## قسمت ۸
در آگنو، ایزی برای ترک منطقه جنگ در حال آماده شدن است و در آنجا از «دیوید وبستر» که از بیمارستان بیرون آمده و دوباره به شرکت ملحق شده‌است، استقبال سردی می‌شود. و جانشین جدید ستوان دوم «هنری جونز» تازه اضافه می‌شود. جونز و وبستر در یک گشت شبانه در آن سوی رودخانه به همراه تعدادی دیگر از افراد جوخه دوم شرکت می‌کنند تا اسرایی را برای بازجویی بیاورند. که در این حسن یکی دیگر از افراد خود را از دست می‌دهند. وینترز به درجه سرگرد ارتقا می‌یابد و جونز به ستوان یکم ارتقا می‌یابد و به کارکنان هنگ منتقل می‌شود.

## قسمت ۹
همان‌طور که سرگرد «لوئیس نیکسون» به دنبال ویسکی مورد علاقه خود است، شرکت ایزی وارد آلمان نازی می‌شود. برخی از افراد در حال گشت زنی به اردوگاه کار اجباری نزدیک لندسبرگ برخورد می‌کنند و زندانیان زنده مانده را آزاد می‌کنند. دیدن قربانیان سربازان را وحشت زده و منزجر می‌کند. محلی‌های آلمانی منکر اطلاع از این کمپ می‌شوند. ژنرال تیلور حکومت نظامی را اعمال می‌کند و دستور می‌دهد که اردوگاه را پاکسازی کنند، از جمله بیرون آوردن اجساد. نیکسون به ایزی اطلاع داد که هیتلر خودکشی کرده‌است.

## قسمت ۱۰
کمپانی ایزی آشیانه عقاب را در برشتس‌گادن بدون مقاومت می‌گیرد. وینترز با یافتن مجموعه وسیعی از مشروبات الکلی در خانه هرمان گورینگ، به کمپانی اجازه می‌دهد جشن بگیرد. با ورود به اتریش، پایان جنگ در اروپا اعلام می‌شود. کسانی که امتیاز کافی دارند به خانه می‌روند. با وجود آرامش و آسودگی نسبی زندگی در سالزبورگ، سربازان همچنان مجروح می‌شوند و می‌میرند. در نهایت طی یک بازی بیسبال، وینترز سرنوشت برخی از مردانی که در آن بازی می‌کنند را روایت می‌کند. او بازی را قطع می‌کند و تسلیم شدن امپراتوری ژاپن و پایان جنگ را اعلام می‌کند.
جوخه برادران در بانک اطلاعات اینترنتی فیلم‌ها
جوخه برادران در راتن تومیتوز